# Rouille jaune du blé
La rouille jaune du blé, ou rouille striée, est une maladie fongique foliaire due à une espèce de champignons basidiomycètes, Puccinia striiformis f.sp. tritici, présente dans la plupart des régions céréalières du monde.
C'est l'une des trois « rouilles », aux côtés de la rouille noire et de la rouille brune, susceptibles d'affecter les cultures de blé dans les environnements frais, généralement associés à des latitudes élevées ou aux saisons froides.

## Histoire
Bien que Gadd et Bjerkander aient d'abord décrit la rouille jaune du blé dès 1777, il a fallu attendre 1896 pour qu'Eriksson et Henning (1896) démontrent que la rouille jaune est provoquée par un agent pathogène distinct, qu'ils nommèrent Puccinia glumarum. 
En 1953, Hylander et al. (1953) ont repris le nom de Puccinia striiformis.

## Symptômes
La rouille jaune doit son nom à l'apparition de rayures de couleur jaune disposées parallèlement aux nervures du limbe à la face supérieure des feuilles. Ces bandes jaunes sont en fait caractéristiques des urédinies qui produisent des urédiospores de couleur jaune. Les hôtes principaux de la rouille jaune sont le blé tendre (Triticum aestivum), le blé dur (Triticum turgidum), le triticale et quelques cultivars de l'orge commune (Hordeum vulgare). 
L'hôte secondaire fut découvert accidentellement en 2010 aux États-Unis.
On a découvert des pieds d'épine-vinette commune (hôte secondaire de la rouille noire du blé) infectés par la rouille jaune. Des essais de transfert de la maladie à des hôtes de la famille des graminées ont permis d'infecter avec succès le pâturin des prés, avec production d'urédiniospores. Plusieurs espèces de Berberis ont ensuite été étudiées comme hôtes intermédiaires de la rouille jaune du blé et des essais d'inoculation ont réussi.
La maladie survient généralement au début de la saison de croissance, lorsque la température est comprise entre 2 et 15 °C ; mais elle peut se développer jusqu'à 23 °C au plus.
Une humidité élevée et des précipitations sont les conditions favorables au développement de l'infection à la fois sur le limbe et sur la gaine foliaire, et même sur des épis en cas d'épidémie.
Les symptômes de la maladie sont le rabougrissement et l'affaiblissement des plantes, l'échaudage des grains, la diminution du nombre d'épis formés, du nombre de grains par épi et du poids des grains.
Les pertes peuvent atteindre 50 % de la récolte, mais dans les situations les plus graves la totalité de la récolte est menacée. 
Dans les pays où le blé est cultivé en hiver ou à des altitudes élevées, la rouille jaune est une menace fréquente, mais pas plus importante que la rouille brune et la rouille noire, qui sont des menaces permanentes dans toutes les régions de culture du blé.

## Structure mondiale de la population
La preuve tant de la structuration spatiale que de l'invasion a été démontrée pour cette maladie. 
Des analyses génétiques de la population indiquent une forte hétérogénéité régionale dans les niveaux de recombinaison, avec les signatures claires de la recombinaison dans l'Himalaya et les régions proches et d'une structure de population clonale prédominante dans les autres régions
L'existence d'une grande diversité génotypique, la structure recombinante de la population, la capacité de reproduction sexuelle élevée et l'abondance de l'hôte secondaire (Berberis sp.) dans l'Himalaya, et dans les régions voisines, suggère que cette région pourrait être le centre d'origine plausible de Puccinia striiformis f.sp. tritici, ou du moins la plus proche de son centre d'origine.
Cependant, une exploration plus poussée de l'Asie centrale jusqu'aux régions d'Asie de l'Est serait utile.
Des experts du Centre de référence mondial sur la rouille (GRRC) à l’université d’Aarhus et du Centre international pour l’amélioration du maïs et du blé (CIMMYT) ont mis en garde en 2016 contre de nouvelles souches très agressives :
- une souche jusqu’alors inconnue et provisoirement dénommée «Pst(new)», a frappé le Maroc et a été détectée dans les pays scandinaves ;
- une souche nommée AF2012, identifiée en 2012 en Afghanistan, s’est depuis étendue à l’Ouzbékistan et à l’Éthiopie.

## Méthodes de lutte
La sélection de variétés résistantes est la méthode la plus rentable pour maîtriser cette rouille. 
Il existe des fongicides efficaces, mais leur disponibilité est variable, en fonction des restrictions d'autorisation et d'utilisation imposées par les pouvoirs publics dans les différents pays,.
La création de variétés résistantes à la maladie est toujours un objectif important dans les programmes de sélection du blé pour l'amélioration des cultures. 
Les gènes de résistance peuvent cependant devenir inefficaces en cas d'acquisition de virulence à l'égard de ces gènes rendant la variété concernée sensible.